# Kit Chan
Kit Chan Jie Yi (cinese tradizionale: 陳潔儀; cinese semplificato: 陈洁仪; pinyin: Chén Jiéyí; Singapore, 15 settembre 1972) è una cantante, attrice e scrittrice singaporiana, che ha sfondato nel mercato musicale taiwanese grazie al suo album cinese Heartache (心痛), del 1994.
L'anno precedente, il 1993, aveva visto la nascita del suo EP di debutto, Don't Spoil the Harmony (不要傷了和气).

## Biografia
Chan parla fluentemente cinese e cantonese, ed è l'ambasciatrice dell'organizzazione umanitaria cristiana World Vision.
La cantante ha avuto la possibilità di esprimere la sua versatilità non solo nella scena musicale, ma anche a teatro, oltre ad aver fatto mostra delle sue capacità linguistiche con canzoni in cantonese ed inglese. Per quanto riguarda il teatro, ha ottenuto il ruolo di protagonista nel musical hongkonghese Snow.Wolf.Lake insieme a Jacky Cheung, sia nella versione cantonese del 1997 sia in quella cinese del 2005. Ha interpretato successivamente il ruolo di Teresa Teng in The Legend, e quello della giovane Imperatrice Dowager Cixi in Forbidden City: Portrait of An Empress. Ha inoltre recitato come protagonista femminile nella produzione olandese-hongkonghese East meets West, e nel musical taiwanese What's Love Got to Do with It?.
Nel 2004, l'artista ha annunciato una pausa dalla scena pop cinese, in modo da potersi dedicare ai suoi interessi personali.
A settembre del 2006 è tornata ad interpretare il suo ruolo nel musical Forbidden City: Portrait of an Empress, portando lo spettacolo in diverse regioni dell'Asia nella speranza di ottenere un tour mondiale.
Oltre al canto ed al teatro, Kit ha recitato anche in televisione. È stata parte del cast della serie televisiva medica del canale TVB Healing Hands II, e protagonista femminile del drama della rete Channel U Cash is King.
Kit si è dilettata nella scrittura, pubblicando due collezioni di sue poesie personali (Cork out of my Head e I write a Page) ed una semibiografia scritta insieme all'amica Siew Fern Yong, intitolata Cathy and Jodie: The Princess and the Flea. È proprietaria, inoltre, di una preziosa collezione di sigari cubani.
Lontano dalle telecamere e dai palchi teatrali, Chan si è dedicata al business commerciale, aprendo a Singapore due boutique di fiori chiamate rispettivamente Flowers in the Attic e Roses in the Loft.
È stata Ambasciatrice Nazionale della Gioventù per il Consiglio Nazionale della Gioventù di Singapore, con lo scopo di promuovere valori morali e spirito di volontariato tra i giovani residenti nella nazione. Nel 2002 è stata onorata con un premio alla "Eccellenza nel lavoro giovanile", donatole dal Commonwealth Youth Program Asia Centre.
Kit è stata la prima cantante pop singaporiana selezionata per cantare la sigla nel giorno della Festa Nazionale, nel 1998. Le è stato chiesto di cantare Home durante la parata della Festa Nazionale, e nel 2004 è stata invitata ad esibirsi di nuovo con la stessa canzone. Nel 2007 ha cantato la canzone There's No Place I'd Rather Be, per il quarantaduesimo "compleanno" della nazione.
Il 30 giugno 2007, Kit ha cantato Live Our Dreams alla cerimonia di chiusura dello stadio nazionale di Singapore, che è stato attivo per 34 anni, e viene ricordata quindi come l'ultima artista che si sia esibita nello stadio.

## Discografia
| Data di pubblicazione | Titolo                                          |
| --------------------- | ----------------------------------------------- |
| Settembre 1993        | - Do Not Destroy The Harmony 不要傷了和气 (EP)  |
| Novembre 1994         | - Heartache 心痛                                |
| Giugno 1995           | - Cornered 逼得太紧                             |
| Giugno 1996           | - Sadness 伤心                                  |
| Dicembre 1996         | - Don't Let Me Hate You 别让我恨你              |
| Dicembre 1997         | - Revelation 揭晓 (cantonese)                   |
| Maggio 1998           | - Home 家 (Singolo)                             |
| Maggio 1998           | - Dreams and Memories 有你愛过 (cantonese)      |
| Agosto 1998           | - Too Deep In The Act 入戏太深                  |
| Agosto 1999           | - Dazzling 炫耀                                 |
| Gennaio 2000          | - That Day, That Night 那天那夜                 |
| Aprile 2000           | - Best 最好 (cantonese)                         |
| Giugno 2000           | - Lola 萝拉                                     |
| Marzo 2001            | - Numbness 麻醉 (cantonese)                     |
| Gennaio 2002          | - Like Kit 喜歡.潔儀.喜歡 (Compilation)         |
| Settembre 2002        | - Dreamscape 异想世界                           |
| 28 settembre 2003     | - Understand 懂得                               |
| Luglio 2004           | - East Toward Saturn 东弯土星                   |
| Agosto 2008           | - Kit Chan Selections 私房歌 (2 CD)             |
| Aprile 2009           | - Kit Chan Selections 私房歌 (24K Edizione Oro) |
| Aprile 2009           | - Wait and Wait 等了又等                        |

## Spettacoli teatrali
| Anno | Tipo di spettacolo            | Titolo                                              | Luogo             |
| ---- | ----------------------------- | --------------------------------------------------- | ----------------- |
| 1997 | - Musical (cantonese)         | - Snow.Wolf.Lake (雪狼湖)                           | - Hong Kong       |
| 1998 | - Musical (cantonese)         | - The Legend (漫步人生路)                           | - Hong Kong       |
| 2002 | - Musical (cantonese)         | - East Meets West (千里情牽)                        | - Hong Kong       |
| 2002 | - Musical (inglese)           | - Forbidden City: Portrait of an Empress (慈禧太后) | - Singapore       |
| 2003 | - Musical (cinese)            | - What's Love About? (愛情有什麼道理)               | - Singapore       |
| 2003 | - Musical (inglese)           | - Forbidden City: Portrait of an Empress (慈禧太后) | - Singapore       |
| 2005 | - Musical (cinese)            | - Snow.Wolf.Lake (雪狼湖)                           | - Cina, Hong Kong |
| 2006 | - Musical (inglese)           | - Forbidden City: Portrait of an Empress (慈禧太后) | - Singapore       |
| 2009 | - Concerto (cinese/cantonese) | - Join Love Club Concert (情牽女人心演唱會)         | - Hong Kong       |

## Riconoscimenti
| Anno | Premio                                                                                      |
| ---- | ------------------------------------------------------------------------------------------- |
| 1994 | - Singapore Hit Awards, "Miglior esordiente – raccomandata dai media"                       |
| 1995 | - Singapore Hit Awards, "Miglior artista locale"                                            |
| 1997 | - Ottavi Gold Awards, "Miglior artista donna cinese nel mondo"                              |
| 1997 | - Hit Radio Pop Music Awards, "Artista donna più prominente"                                |
| 1999 | - Singapore Hit Awards, "Miglior artista locale"                                            |
| 2000 | - Singapore Hit Awards, "Miglior artista locale"                                            |
| 2000 | - COMPASS Award, "Miglior artista locale dell'anno"                                         |
| 2000 | - Hit Radio Awards 2000, "Miglior artista cinese fuori dai territori di Hong Kong e Taiwan" |